# إدوارد ترووغتون
إدوارد ترووغتون (بالإنجليزية: Edward Troughton) (و. 1753 – 1835 م) هو عالم فلك من المملكة المتحدة. كان عضوًا في الجمعية الملكية.
توفي في لندن، عن عمر يناهز 82 عاماً.

## جوائز
حصل على جوائز منها:
- وسام كوبلي (1809)
- زميل في الجمعية الملكية.

## روابط خارجية
- إدوارد ترووغتون على موقع الموسوعة البريطانية (الإنجليزية)
- إدوارد ترووغتون على موقع إن إن دي بي (الإنجليزية)